# Maimakterion
Maimakterion ist der fünfte Monat des Attischen Kalenders. Maimakterion (Μαιμακτηριών, 29 Tage, im November–Dezember); der Name leitet sich von dem Reinigungsfest der Maimakterien zu Ehren des Zeus Maimaktes (als Gott des Zorns; wohl von „μαιμαν“ ≙ wüten, stürmen) her.